# Бут (митологија)
Бут (грч. Βούτης) је у грчкој митологији било име више личности.

## Митологија
- Борејин син, Ликургов полубрат, против кога је ковао заверу, али је откривен па је морао да побегне са својим присталицама на острво Накс, где је постао пират. Да би дошли до жена, Бут и његови пријатељи су отишли у Тесалију где су код Дрија покушали да уграбе Дионисове пратиље. Међутим, оне су успеле да побегну ка мору и планинама, осим Корониде, коју је зграбио и силовао Бут. Због тога га је Дионис казнио лудилом и он се, помућеног разума, бацио у дубоки бунар.[1]

- Бут је био атински пастир, орач, ратник и један од Аргонаута. Као његов отац помиње се Телеон, Пандион или Амик, а као његова мајка Зеуксипа.[2] Када су Аргонаути пролазили поред острва на коме су живеле сирене, њихови гласови су успели да га зачарају и он је скочио у море. Ипак, спасила га је Афродита која га је одвела на Сицилију где је основао град Лилибеум. Са том богињом, имао је сина Ерика.[1] Паусанија и други аутори наводе да је он родоначелник атинске породице Бутада или Етеобутада и да је у Ерехтејону у Акропољу био олтар посвећен њему, док је на околним зидовима сликама приказана историја поменуте породице.[2] Према другим изворима, постојала су два Бута; један Аргонаут и један оснивач породице Етеобутада, који је био Пандионов син и Ерехтејев брат. После смрти свог оца, Ерехтеј је наследио престо, а Бут је постао свештеник Атене Полијас и Посејдона. Његова супруга је била Хтонија.[1]

- Био је члан Амиковог клана Бербика у северној Малој Азији. Убио га је Дар током бокс меча на играма које је приредио Енеја на Сицилији.[3]

- Један од Енејиних ратника у Италији, кога је убила Камила.[3]

- Племић и један од Анхисових кућепазитеља.[3]

- Један од ихтиокентаура.[4]